# Henrik Lohe

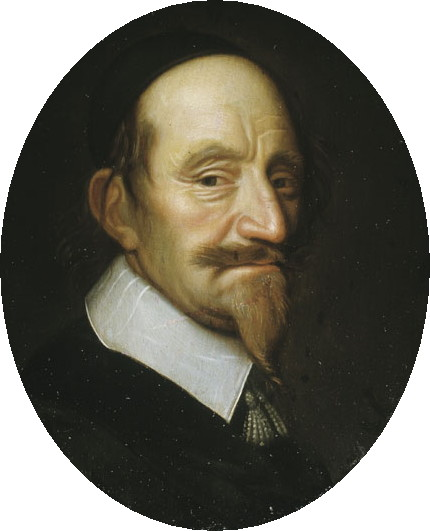
Henrik Lohe

Henrik Lohe, född 1594 i Jever, Niedersachsen, Tyskland, död 1666 eller 1667, var en svensk brukspatron, borgare i Stockholm och affärsman. 
Lohe flyttade till Sverige under 1620-talet och byggde med tiden en ansenlig förmögenhet inom främst järnhanteringens område men anlade också ett sockerbruk i Stockholm och var ägare av många fartyg. Han ägde bland annat Länna bruk och Åkers styckebruk i Södermanland.
Henrik Lohe var farbror till Johan Lohe (1643-1704) och svärfar till Joachim Lillienhoff.